# Aldo Valentini
Alberto Aldo Valentini González (Valparaíso, Chile, 25 de noviembre de 1937, – Santiago, 24 de octubre de 2009) fue un futbolista chileno que jugaba de lateral derecho, Formó en el seleccionado que compitió en la Copa del Mundo Inglaterra 1966.

## Trayectoria
A los 15 años ingresó a las divisiones infantiles de Santiago Wanderers, club en el cual debutaría profesionalmente el año 1957, como defensa lateral izquierdo. Permanecería en el equipo porteño hasta 1965, ganando tres títulos, en 1958 el torneo de Primera División y al año siguiente y en 1961 la Copa Chile.
En 1966, fue contratado por Colo-Colo, club con el cual ganó otros los títulos de Primera División los años 1970 y 1972, siendo este último año el final de la práctica activa.

## Selección nacional
Su debut como seleccionado fue en diciembre de 1960, como integrante de la equipo “B” que enfrentó en un partido amistoso jugado en Valparaíso a la Selección de Paraguay con triunfo de Chile 4 – 1. 
Disputó la competencia clasificatoria para la Copa Mundial de Inglaterra 1966 y también posteriormente el torneo jugado en Inglaterra. Su estadística como seleccionado registra que jugó 24 partidos en la selección “A”, entre el año 1962 y 1966.

### Participaciones en Copas del Mundo
| Mundial                        | Sede       | Resultado    |
| ------------------------------ | ---------- | ------------ |
| Copa Mundial de Fútbol de 1966 | Inglaterra | Primera fase |

## Estadísticas

### Clubes
| Club               | País  | Año       |
| ------------------ | ----- | --------- |
| Santiago Wanderers | Chile | 1957-1965 |
| Colo-Colo          | Chile | 1966-1972 |

## Palmarés

### Campeonatos nacionales
| Título           | Club               | País  | Año  |
| ---------------- | ------------------ | ----- | ---- |
| Primera División | Santiago Wanderers | Chile | 1958 |
| Copa Chile       | Santiago Wanderers | Chile | 1959 |
| Copa Chile       | Santiago Wanderers | Chile | 1961 |
| Primera División | Colo-Colo          | Chile | 1970 |
| Primera División | Colo-Colo          | Chile | 1972 |